# Campeonato Sudamericano Sub-20 de Futsal Femenino
El Campeonato Sudamericano de Futsal Femenino Sub-20, también conocido como CONMEBOL Sub20 Futsal Femenina, es la versión Sub-20 de la Copa América de Futsal Femenina.

## Resultados
| Año           | Sede                                  | Campeón                               | Final Resultado                       | Subcampeón                            | Tercer lugar                          | Resultado                             | Cuarto lugar                          |
| ------------- | ------------------------------------- | ------------------------------------- | ------------------------------------- | ------------------------------------- | ------------------------------------- | ------------------------------------- | ------------------------------------- |
| 2016 Detalles | Paraguay                              | Brasil                                | 4:2                                   | Colombia                              | Paraguay                              | 6:2                                   | Uruguay                               |
| 2018 Detalles | Chile                                 | Brasil                                | 8:1                                   | Paraguay                              | Uruguay                               | 2:1                                   | Colombia                              |
| 2020          | Cancelado por la pandemia de COVID-19 | Cancelado por la pandemia de COVID-19 | Cancelado por la pandemia de COVID-19 | Cancelado por la pandemia de COVID-19 | Cancelado por la pandemia de COVID-19 | Cancelado por la pandemia de COVID-19 | Cancelado por la pandemia de COVID-19 |
| 2022 Detalles | Brasil                                | Brasil                                | 3:0                                   | Colombia                              | Argentina                             | 6:0                                   | Ecuador                               |
| 2024 Detalles | Paraguay                              | Colombia                              | 1:1 (6:5 pen.)                        | Brasil                                | Argentina                             | 3:1                                   | Uruguay                               |

## Títulos por equipo
En cursiva, se indica el torneo en que el equipo fue local.
| Equipo    | Campeón              | Subcampeón     | Tercer lugar   | Cuarto lugar   |
| --------- | -------------------- | -------------- | -------------- | -------------- |
| Brasil    | 3 (2016, 2018, 2022) | 1 (2024)       |                |                |
| Colombia  | 1 (2024)             | 2 (2016, 2022) |                | 1 (2018)       |
| Paraguay  |                      | 1 (2018)       | 1 (2016)       |                |
| Argentina |                      |                | 2 (2022, 2024) |                |
| Uruguay   |                      |                | 1 (2018)       | 2 (2016, 2024) |
| Ecuador   |                      |                |                | 1 (2022)       |